# کاج کارائیب
کاج کارائیب (نام علمی: Pinus caribaea) نام یک گونه از سرده کاج است.